# Penrhos (Anglesey)
Penrhos – wieś w północno-zachodniej Walii na wyspie Holy Island, w hrabstwie Anglesey.

## Historia
W 1553 roku, za panowania króla Edwarda VI, Penrhos otrzymał John-ap-Owen (znany również jako John Derwas). W tym czasie zbudowano farmę, pierwotnie znaną jako Dom Tudorów, a później Penrhos przejęła rodzina Stanley po ślubie Margaret Owen z Johnem Thomasem Stanleyem w 1763 roku. 
Na terenie  Penrhos w 1971r. powstała huta aluminium Anglesey Aluminium która produkowała do 142 000 ton aluminium rocznie, była jednym z największych odbiorców energii elektrycznej w Wielkiej Brytanii, hutę zamknięto w 2009r. W pobliżu zamkniętej huty w Penrhos firma  Aluminium Powder Company (ALPOCO) uruchomiła zakład pod nazwą Holyhead -Manufacturing Plant który  produkuje  proszek aluminiowy, który jest składnikiem w różnych produktach chemicznych, materiałach ogniotrwałych i pirotechnice.

### Park krajobrazowy Penrhos Country Park
Park krajobrazowy Penrhos Country Park znany również jako Penrhos Coastal Park. Park krajobrazowy został otwarty w 1971 roku, jest to miejsce i obszar o szczególnym znaczeniu naukowym i wyjątkowych walorach przyrodniczych Penrhos Country Park. W parku występują naturalne siedliska ptaków: perkozy, kaczki morskie, mewy, rybitwy, alki, kormorany, świergotki, gajówki i trznadle.